# マルクス・ウァレリウス・マクシムス・コルウィヌス
マルクス・ウァレリウス・マクシムス・コルウィヌス（ラテン語: Marcus Valerius Maximus Corvinus）は紀元前4世紀の共和政ローマの政治家・軍人。紀元前312年に執政官（コンスル）を務め、紀元前307年には監察官（ケンソル）を務めている。
前312年のファスティには" M. Valerius M.f. M.n. Maximus" とだけ記されているが、おそらくは紀元前289年の執政官マルクス・ウァレリウス・マクシムス・コルウィヌスと同一人物であり、マルクス・ウァレリウス・コルウスの息子である。また、紀元前286年の執政官（マルクス・ウァレリウス・マクシムス・ポティトゥス）と同一人物である可能性も示唆されている。

## 経歴
紀元前312年、マルクス・ウァレリウスはプブリウス・デキウス・ムスと共に執政官に就任し、サムニウムに対する軍事作戦の指揮を執ることとなったが、特別な勝利を得ることはできなかった。しかし、凱旋式のファスティには8月13日に凱旋式を実施したと記録されている。他方、プブリウス・デキウスはサムニウムと同盟したと思われたエトルリアに対する作戦の準備を行った。しかしプブリウス・デキウスは病気となり、元老院はガイウス・スルピキウス・ロングスを独裁官（ディクタトル）に任命した。

## 参考資料
1. ↑  T. R. S. ブロートン, The Magistrates of the Roman Republic (American Philological Association, 1951年, 1986年再版), vol. 1, pp. 184
2. ↑  カピトリヌスのファスティ
3. ↑  T. R. S. ブロートン, The Magistrates of the Roman Republic (American Philological Association, 1951年, 1986年再版), vol. 1, pp. 159
4. ↑  Der Neue Pauly, Stuttgardiae 1999, T. 12/1, c. 1099
5. ↑  T. R. S. ブロートン, The Magistrates of the Roman Republic (American Philological Association, 1951年, 1986年再版), vol. 1, pp. 186
6. ↑  ティトゥス・リウィウス『ローマ建国史』、IX, 29.